# Revista de Girona
Revista de Girona (RdG) es una revista creada en 1955 en Gerona que tiene como objectivo divulgar trabajos de investigación cultural y científica que tengan como ámbito preferente el territorio de las comarcas gerundenses. Pretende dotar a la cultura gerundense de una herramienta que le permita testimoniar su presente y que le ayude a avanzar hacia el futuro. Originariamente era trimestral, pero desde 1985 es bimestral. Depende de la Diputación de Gerona. El actual director es Narcís-Jordi Aragó.
Después de la publicación del número 250, en noviembre de 2008, la revista abrió una nueva etapa tanto por lo que respecta al diseño como a los contenidos, además de inaugurar la versión electrónica de la revista que ofrece, entre otras cosas, la posibilidad de consultar todos los artículos publicados en los más de cincuenta años de historia de la publicación.

## Colaboradores destacados
- Alexandre Cuéllar i Bassols.